# Deux Anglaises et le continent
Deux Anglaises et le continent est un roman de l'écrivain français Henri-Pierre Roché publié en 1956 aux éditions Gallimard.

## Résumé
Écrit sous la forme d'un journal intime mêlé à des lettres entre les trois protagonistes, le livre raconte l'histoire de deux sœurs anglaises, amoureuses successivement du même homme, un Français qu'elles surnomment « le continent ».

## Adaptation au cinéma
Une adaptation cinématographique, intitulée Les Deux Anglaises et le Continent, a été réalisée en 1971 par François Truffaut (scénario, adaptation, dialogues et mise en scène), avec Jean-Pierre Léaud, Kika Markham, Stacey Tendeter.

## Traduction
En 2004, la traduction en anglais du roman par Walter Bruno a été publiée sous le titre Two English Girls and the Continent.